# خط طول 60° شرق
خط طول 60° شرق هو أحد خطوط الطول الجغرافية، والتي تمتد من القطب الشمالي الجغرافي إلى القطب الجنوبي الجغرافي، وحسب التحويل الزمني يتقدم خط طول 60° شرق عن خط غرينتش بـ4 ساعات و0 دقائق.

## من القطب إلى القطب
ينطلق خط طول 60° شرق من القطب الشمالي نحو القطب الجنوبي مرورا بالمناطق التي ترد في الجدول التالي:
| الإحداثيات                         | البلد أو الإقليم أو البحر | ملاحظات                                                                                              |
| ---------------------------------- | ------------------------- | --- |
| 90°0′N 60°0′E / 90.000°N 60.000°E  | المحيط المتجمد الشمالي    | |
| 81°18′N 60°0′E / 81.300°N 60.000°E | روسيا                     | Hofmann Island, جزيرة ويلكزك و Salm Island, أرخبيل فرنسوا جوزيف                                      |
| 79°53′N 60°0′E / 79.883°N 60.000°E | بحر بارنتس                | |
| 76°7′N 60°0′E / 76.117°N 60.000°E  | روسيا                     | جزيرة سيفيرني, نوفايا زيمليا                                                                         |
| 74°42′N 60°0′E / 74.700°N 60.000°E | بحر كارا                  | |
| 70°5′N 60°0′E / 70.083°N 60.000°E  | روسيا                     | جزيرة فايغاش                                                                                         |
| 69°41′N 60°0′E / 69.683°N 60.000°E | بحر بارنتس                | بحر بيتشورا                                                                                          |
| 68°41′N 60°0′E / 68.683°N 60.000°E | روسيا                     | |
| 50°49′N 60°0′E / 50.817°N 60.000°E | كازاخستان                 | The border with Uzbekistan is in the بحر آرال                                                        |
| 44°55′N 60°0′E / 44.917°N 60.000°E | أوزبكستان                 | |
| 42°13′N 60°0′E / 42.217°N 60.000°E | تركمانستان                | لحوالي 6 km                                                                                          |
| 42°9′N 60°0′E / 42.150°N 60.000°E  | أوزبكستان                 | لحوالي 6 km                                                                                          |
| 42°5′N 60°0′E / 42.083°N 60.000°E  | تركمانستان                | لحوالي 9 km                                                                                          |
| 42°0′N 60°0′E / 42.000°N 60.000°E  | أوزبكستان                 | لحوالي 5 km                                                                                          |
| 41°57′N 60°0′E / 41.950°N 60.000°E | تركمانستان                | |
| 37°2′N 60°0′E / 37.033°N 60.000°E  | إيران                     | |
| 25°23′N 60°0′E / 25.383°N 60.000°E | المحيط الهندي             | مرورا بشرق the coast of عُمان                                                                         |
| 60°0′S 60°0′E / 60.000°S 60.000°E  | المحيط الجنوبي            | |
| 67°24′S 60°0′E / 67.400°S 60.000°E | القارة القطبية الجنوبية   | الإقليم الأسترالي في القارة القطبية الجنوبية, المطالب الإقليمية بالقارة القطبية الجنوبية by أستراليا |